# Okres Poltár
Der Okres Poltár ist eine Verwaltungseinheit in der Mittelslowakei mit 22.074 Einwohnern (2014) und einer Fläche von 476,2 km².
Historisch gesehen liegt der Bezirk zur einen Hälfte im ehemaligen Komitat Nógrád (Südwesten), zur anderen Hälfte im ehemaligen Komitat Gemer und Kleinhont (siehe auch Liste der historischen Komitate Ungarns).
Die Gemeinden Pinciná und Nové Hony, die zuerst Teil des Okres waren, wurden 2002 dem Okres Lučenec zugeschlagen.

## Bevölkerung
| Jahr                | 1994   | 2004    | 2014    | 2024    |
| ------------------- | ------ | ------- | ------- | ------- |
| Anzahl der Personen | 23.209 | 22.893  | 22.074  | 20.135  |
| Unterschied         |        | −1,36 % | −3,57 % | −8,78 % |

| Jahr                | 2023   | 2024    |
| ------------------- | ------ | ------- |
| Anzahl der Personen | 20.247 | 20.135  |
| Unterschied         |        | −0,55 % |

## Städte
- Poltár

## Gemeinden
| - Breznička (Bersentz) - Cinobaňa - České Brezovo - Ďubákovo - Hradište - Hrnčiarska Ves - Hrnčiarske Zalužany | - Kalinovo - Kokava nad Rimavicou (Kochseifen) - Krná - Málinec (Malintz) - Mládzovo - Ozdín - Rovňany | - Selce - Sušany - Šoltýska - Uhorské - Utekáč - Veľká Ves - Zlatno |

Das Bezirksamt ist in Poltár.

## Kultur
In dem Artikel Denkmalgeschützte Objekte im Okres Poltár findet man Informationen über die vom slowakischen Denkmalamt geschützten Objekte im Okres.